# Parascaptia biplagata
Parascaptia biplagata là một loài bướm đêm thuộc phân họ Arctiinae, họ Erebidae.